# Russotestet
Russotestet (engelska: The Vito Russo Test) är ett slags test av en film för att avgöra representationen av HBTQ-personer i betydande roller. Testet liknar Bechdeltestet där en film bedöms klara testet ifall det finns minst två namngivna kvinnliga karaktärer som har minst en konversation med varandra som inte handlar om en man.

## Bakgrund
Testet togs fram av GLAAD (Gay and Lesbian Alliance Against Defamation) och är uppkallat efter filmhistorikern Vito Russo, en av GLAADs medgrundare och vars bok ”The Celluloid Closet” fortfarande anses vara en central del av hur HBTQ-frågor analyseras i Hollywoodfilmer. Idén med testet är att hjälpa filmskapare att skapa djupare och mer mångsidiga karaktärer.

## Testet
För att klara testet krävs det att filmen innehåller följande:
- Minst en karaktär som identifierar sig som antingen: homosexuell, bisexuell och/eller transsexuell
- Karaktären får inte vara med enbart på grund av sin sexuella läggning.
- Karaktären måste vara så pass betydande för handlingen att om denne skulle plockas bort skulle handlingen förändras på ett betydande sätt.

## Urval av filmer och TV-serier som klarat Russotestet
- Carol
- Fingersmith
- Summerland
- Sex Eduacation[2]
- Downton Abbey[2]
- Bohemian Rhapsody[2]
- Brokeback Mountain[2]